# Dmitrij Sergeevič Merežkovskij
Dmitrij Sergeevič Merežkovskij (in russo Дми́трий Серге́евич Мережко́вский?; San Pietroburgo, 14 agosto 1865 – Parigi, 9 dicembre 1941) è stato uno scrittore russo.

## Biografia
Ideatore della società filosofico-religiosa nella città di Pietroburgo e della rivista Novyj Put'  (che tradotto significa "La via nuova") Merežkovskij inizialmente aveva un'idea sulla natura delle cose prettamente pessimistica, ciò si riflette nel suo primo scritto di rilievo Poemi pubblicato nel 1888. In seguito pubblica l'articolo Sulle cause della decadenza e sulle nuove correnti della letteratura russa contemporanea, di rilievo per la letteratura russa in quanto veniva utilizzato per la prima volta quello che in seguito venne chiamato il simbolismo russo. Nello stesso anno (1893) pubblica anche Simboli, una raccolta di versi.
Negli anni seguenti Merežkovskij diede alle stampe la sua opera di più vasto respiro: una trilogia di romanzi storici, Il Cristo e l'anticristo.
Tale opera, che narra la vita di tre grandi personaggi della storia e descrive la società e il pensiero dell'epoca in cui sono vissuti, analizza e mette a fuoco momenti di svolta epocale dell'umanità. È costituita dai romanzi: Giuliano l'Apostata, o la Morte degli dei (1896), Leonardo, o la Resurrezione degli dei (1901) e Pietro e Alessio o l'avvento dell'Anticristo (1905).
In essa si manifesta il nuovo pensiero dell'autore, di carattere strettamente religioso. Egli vi descrive infatti l'antitesi tra la concezione della santità della carne e della sacralità dello spirito. In particolare, il testo su Leonardo da Vinci appare come una delle più penetranti descrizioni del Rinascimento italiano.
I suoi scritti non furono solo religiosi, poiché egli narrò anche eventi storici drammatici della storia russa, come Paolo I, del 1908, Lo zarevic Aleksej, del 1920, Alessandro I, del 1911 e 14 dicembre, del 1917).
Il suo libro più importante, comparso a puntate sul Mondo dell'arte dal 1901, è però un saggio su Tolstoj e Dostoevskij. In quest'opera ritorna il suo concetto dell'interpretazione contrapposta (al di là delle apparenze) tra Tolstoj, poeta della carne, e Dostoevskij, poeta dello spirito.
Merežkovskij, sentì sempre di più pulsare dentro di sé il suo fervore religioso, diventando promotore di raduni religioso-filosofici, durante i quali laici e religiosi esaltavano lo spirito messianico del popolo russo.
Merežkovskij, affiliato alla Massoneria, manifestava, unitamente alla moglie contessa Zenaida Gippius, sentimenti contrari all'autocrazia zarista.
Peraltro nel 1917 la coppia assunse posizioni nettamente ostili ai bolscevichi e fu costretta ad emigrare a Parigi dopo la Rivoluzione d'ottobre.
Va segnalato anche che Merežkovskijj e la Gippius erano in contatto con Boris Savinkov, esponente dei socialrivoluzionari.
Partito questo nettamente ostile ai bolscevichi, combattuti anche con atti di terrorismo, e favorevole ad una prosecuzione della guerra a fianco dell'Intesa.
Incidentalmente anche Savinkov era Libero Muratore.
È altresì da rilevare che Merežkovskij era cognato di Arthur Moeller van den Bruck.
Sarebbe peraltro un errore attribuire al Merežkovskij, che dedicò a Mussolini un saggio su Dante Alighieri, sentimenti filo hitleriani, Merežkovskij fu sempre uno spirito libero, al di là di simpatie od adesioni temporanee ad ideologie.
All'estero non rinunciò ai suoi scritti e ai suoi pensieri. Riuscì ad imporsi nell'intellighenzia russa in esilio. Pubblicò: La congiura dei decabristi, 1918; Il regno dell'Anticristo, 1920; Napoleone, 1929; Vite di santi da Gesù ai nostri giorni (1936-1938) ma anche storie più romanzate come La nascita degli dei: Tutankhamon in Creta, 1925; Gesù sconosciuto, 1935; La Missione di Gesù ( tr.it. di Renato Poggioli, Firenze, 1937).
Particolare comune a tutte le sue opere è la profonda convinzione che l'arte venga sottomessa alla religione, inoltre egli fu particolarmente attento ai problemi sociali, politici e spirituali della Russia del suo tempo.